# Diatesi aggiutativa
La diatesi aggiutativa è un tipo di diatesi che porta il significato di "aiutare a". Il soggetto di un verbo flesso nella forma aggiutativa non è l'agente dell'azione denotata dal verbo, ma un "assistente" di un agente sottinteso nel processo di azione.

## Fonti
- R. L. Trask, A Dictionary of Grammatical Terms in Linguistics, Routledge, 1993, ISBN 0-415-08628-0.